# Mouloudia Club d'Alger (volley-ball)
 (septembre 2017).
Pour le club omnisport, voir Mouloudia Club Algérois.
Maillots
Mouloudia Club d'Alger (section volley-ball) (en arabe:نادي مولودية الجزائر), est l'une des nombreuses sections du Mouloudia Club d'Alger, club omnisports basé à Alger, Algérie.

## Histoire
Ce club appartient au Mouloudia Club d'Alger depuis sa création en 1947 , 
Ce club de volley-ball par son passé glorieux est de loin le plus puissant, et le plus titré des clubs algériens de volley-ball.
- 1941-1977 MCA
- 1977-1987 MPA
- 1987-1989 Mouloudia d'Alger
- 1989-2008 MCA
- 2008-2021 GSP (Groupement Sportif des Pétroliers) qui a spolié le MCA
- 2021 MCA

## Palmarès masculin
- Championnat d'Algérie (10)
  - Champion : 1989, 1991, 1995, 2003, 2004, 2005, 2006, 2007, 2008, 2013.
  - Finaliste : 2010, 2011.

- Coupe d'Algérie (13)
  - Vainqueur : 1984, 1988, 1989, 1990, 1991, 1995, 1996, 2003, 2005, 2007, 2010, 2018, 2019,
  - Finaliste : 2002, 2006.

- Coupe d'Afrique des clubs champions (2)
  - Vainqueur : 1988, 2007.
  - Finaliste : 1989, 1990, 1991, 1997.

## Palmarès féminin
- Championnat d'Algérie (23)
  - Champion : 1978, 1979, 1980, 1983, 1985, 1986, 1987, 1988, 1989, 1990, 1992, 1993, 1997, 1998, 2000, 2001, 2002, 2003, 2007, 2008, 2009, 2010, 2011.
  - Finaliste : 2012.

- Coupe d'Algérie (29)
  - Vainqueur : 1978, 1979, 1980, 1981, 1983, 1984, 1986, 1987, 1988, 1990, 1991, 1992, 1997, 2000, 2001, 2002, 2003, 2008, 2009, 2010, 2011, 2012, 2013, 2014, 2015, 2016, 2017, 2018, 2019.
  - Finaliste : 2007.

- Coupe d'Afrique des clubs champions (1)
  - Vainqueur : 2014.
  - Finaliste : 2002, 2008, 2013.
- Coupe arabe des clubs champions (1)
- Vainqueur : 2020
- Finaliste : 2000 et 2016